# Martin Heinrich (Pädagoge)
Martin Heinrich (* 1971) ist ein deutscher Erziehungswissenschaftler.

## Leben
Er erwarb 1997 die erste Staatsprüfung für Lehrämter (Sek II/I) in den Fächern Philosophie, Deutsch und ESL in Münster, 2000 die Erweiterungsprüfung im Rahmen der Ersten Staatsprüfung für das Lehramt im Unterrichtsfach Pädagogik in Münster, 2000 die Promotion im Fach Erziehungswissenschaften an der Universität Essen, 2003 die zweite Staatsprüfung für Lehrämter Sek. II/I, Schulformschwerpunkt: Gymnasium (Fakultas für die Fächer: Deutsch, Philosophie, Pädagogik) und 2006 die Habilitation mit der venia legendi für das Fach „Erziehungswissenschaften“ an der Johannes Kepler Universität Linz. Von 2008 bis 2014 war er Professor für Bildungsforschung an der Leibniz Universität Hannover. Seit 2014 ist er Professur für Erziehungswissenschaft, AG Schulentwicklung und Schulforschung an der Universität Bielefeld und Leiter der wissenschaftlichen Einrichtung Oberstufen-Kolleg Bielefeld.
Seine Lehr- und Forschungsschwerpunkte sind Lehrerbildung und Schulentwicklung.

## Schriften (Auswahl)
- Zwischen Befähigung zur Kritik und falscher Werteerziehung. Zwei Studien am Beispiel einer Unterrichtssequenz zur Kulturindustrietheorie und einem Lehrstück zur politischen Erwachsenenbildung. Münster 2004, ISBN 3-937312-84-6.
- Autonomie und Schulautonomie. Die vergessenen ideengeschichtlichen Quellen der Autonomiedebatte der 1990er Jahre. Münster 2006, ISBN 3-86582-265-7.
- Governance in der Schulentwicklung. Von der Autonomie zur evaluationsbasierten Steuerung. Wiesbaden 2007, ISBN 3-531-15339-0.
- Schulprofilierung. Wie Wettbewerb eine Schule verändert. Opladen 2009, ISBN 978-3-86649-183-0.